# União das Freguesias de Moreira do Rei e Várzea Cova
Die União das Freguesias de Moreira do Rei e Várzea Cova ist eine portugiesische Gemeinde (Freguesia) im Kreis (Concelho) Fafe, Distrikt Braga, im Nordwesten Portugals.

## Geschichte
Die Gemeinde entstand im Zuge der Gebietsreform vom 29. September 2013 durch die Zusammenlegung der ehemaligen Gemeinden Moreira do Rei und Várzea Cova.
Moreira do Rei wurde Sitz der neuen Verwaltung.

## Demographie

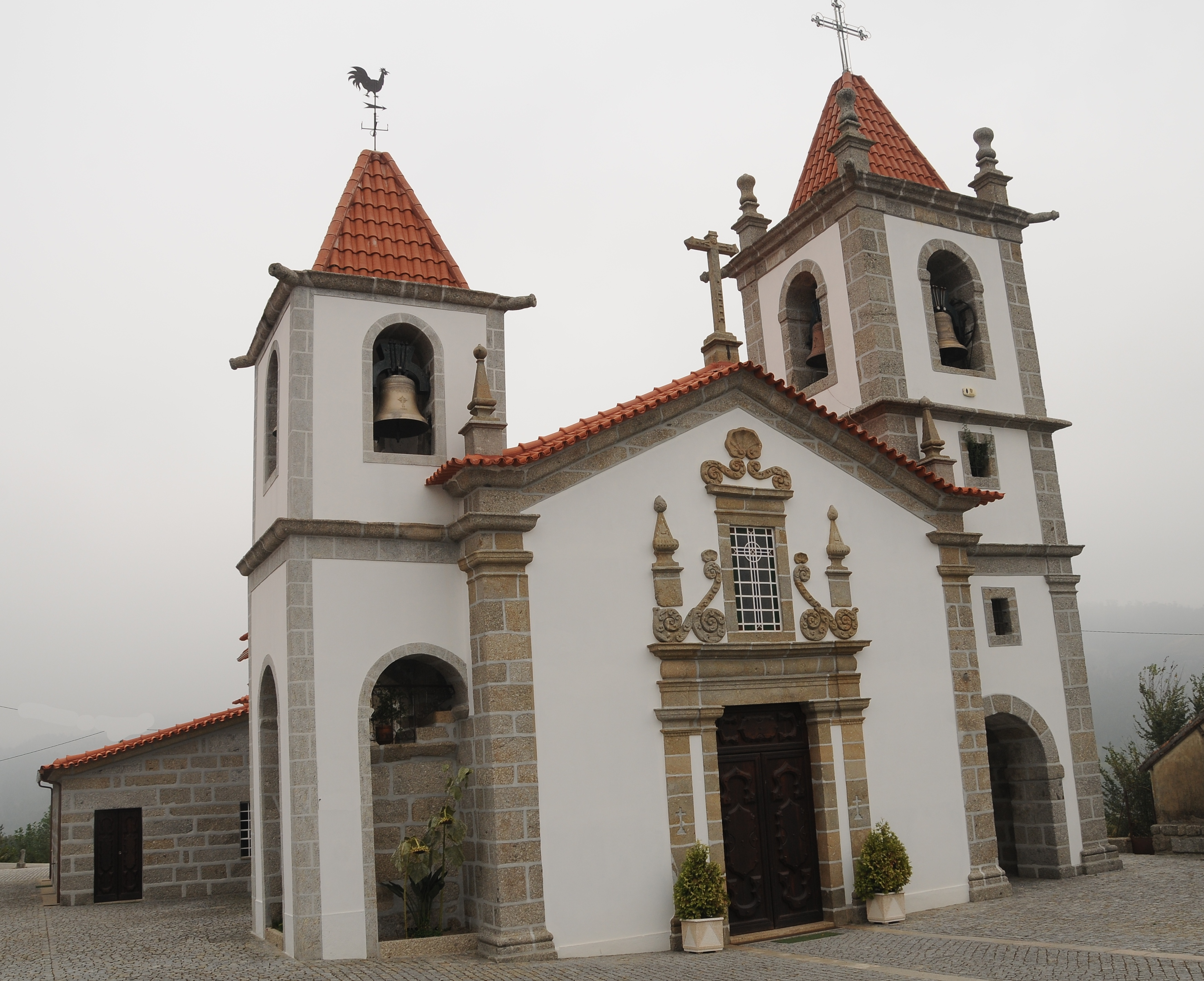
Kirche von Moreira do Rei

| Freguesia | Freguesia                    | Freguesia | Freguesia       | ehemalige Freguesias | ehemalige Freguesias | ehemalige Freguesias | ehemalige Freguesias |
| --------- | ---------------------------- | --------- | --------------- | -------------------- | -------------------- | -------------------- | -------------------- |
| Wappen    | Freguesia                    | Einwohner | Fläche in (km²) | Wappen               | Freguesia            | Einwohner            | Fläche in (km²)      |
|           | Moreira do Rei e Várzea Cova | 1656      | 29,17           |                      | Moreira do Rei       | 1678                 | 2,2                  |
|           | Moreira do Rei e Várzea Cova | 1656      | 29,17           | Várzea Cova          | 354                  | 3,68                 |                      |